# Eleonore Talbot
Lady Eleonore Talbot (* um 1435; † 30. Juni 1468), verheiratete Eleanor Butler, war eine englische Adlige und Mätresse von König Eduard IV. Ein Heiratsversprechen zwischen Eleonore und Eduard führte zum Untergang des Hauses Plantagenet.

## Leben
Eleonore war die jüngste Tochter von John Talbot, 1. Earl of Shrewsbury (1384–1453) und seiner zweiten Frau Lady Margaret Beauchamp, Tochter von Richard Beauchamp, 13. Earl of Warwick. 
Lady Eleonore heiratete 1450 Sir Thomas Butler († 1461), zweiter Sohn von Ralph Butler, Lord of Sudeley. Nach dem Tod ihres Mannes wurde Lady Eleonore von ihrem Schwiegervater von deren Gütern vertrieben, da die Ehe kinderlos war. Daraufhin bat sie den König um Hilfe, um die Rückgabe der Ländereien. König Eduard IV. galt als Frauenheld. Um sie zu besitzen, versprach er ihr die Ehe. Aus der Verbindung ging ein Sohn, Edward de Wigmore (1461–1468), hervor. Lady Eleonore starb in einem Kloster und wurde in der Church of the White Carmelites in Norwich bestattet.
Der in Liebesdingen ausschweifende König Eduard IV. aus dem Hause York warf einen Blick auf die schöne Witwe, Lady Elisabeth Woodville (1437–1492), aus dem feindlichen Lager und heiratete sie heimlich am 1. Mai 1464 gegen den Rat seiner Vertrauten, darunter Richard Neville, Earl of Warwick (1428–1471), der gerade eine französische Heirat des Königs verhandelte. Neben dem rein körperlichen Aspekt, dem hier Eduard zu folgen schien, hatte die Heirat aber dennoch eine politische Komponente, da die Heirat mit einer Witwe eines Lancaster-Anhängers dem York-König zumindest zeitweise Ruhe verschaffte, wobei die Ehe mit einer Angehörigen aus dem niederen Adel ein Skandal war. Als Eduard IV. 1483 starb, widersetzte sich Elizabeth dem letzten Willen ihres Mannes. Dieser hatte die Regentschaft für seinen 12-jährigen Sohn und Erben Eduard V. nicht in die Hände der Woodville-Familie gelegt, sondern seinem Bruder und Herzog von Gloucester, dem späteren Richard III., samt Vormundschaft für den jungen König und dessen jüngeren Bruder Richard übertragen. Die Königinwitwe bemächtigte sich des Staatsschatzes und der Throninsignien und verfügte durch ihren Bruder, Anthony Woodville, 2. Earl Rivers (1440–1483), über den Thronfolger. Im Juni 1483 behauptete der Bischof von Bath und Lordkanzler von England, Robert Stillington, alle Kinder von Elizabeth mit Eduard IV. seien illegitim, da Eduard zur Zeit seiner Hochzeit bereits mit Eleonore Talbot verlobt gewesen sei. Es ist nicht klar, ob Richard III. hinter diesem Gerücht steckte oder ob er nur handeln musste, da England nun ein illegitimer König drohte. Am 23. Juni vertrat Henry Stafford, 2. Duke of Buckingham Richards Thronanspruch, dem am 25. Juni vom Parlament stattgegeben wurde (Titulus Regius).

## Erwähnenswertes
- Bischof Robert Stillington soll Beweise für ein heimliches Eheversprechen zwischen König Eduard IV. und Lady Eleonore erbracht haben. Am 9. Juni 1483 legte er diese vor dem House of Lords vor, darunter auch zwei Zeugenaussagen. Die Zeugen wurden namentlich, Lady Jane Shore und Lady Elizabeth Lucy (vermutlich Mutter von Arthur Plantagenet, 1. Viscount Lisle (1475–1542), ein illegitimer Sohn des Königs), genannt. Doch König Richard III. soll die Dokumente in seinem Namen vernichtet haben, um als rechtmäßiger König von England zu gelten (siehe auch Prinzen im Tower).
- Ein Ehevertrag war ein Versprechen zu heiraten. Ein Vertrag mit Lady Eleonore würde die Ehe mit Elizabeth Woodville unrechtmäßig gemacht haben. Dies war das Gesetz in England. Heimlich zu heiraten war ein Eingeständnis, dass es ein legales Hindernis gab. Wenn also dem Parlament Beweise präsentiert wurden, dass Eduard mit Lady Eleonore verheiratet oder in einem Vertrag gebunden war, war es nötig zu erklären, dass die Ehe mit Elizabeth Woodville bigamös und die Kinder aus der Ehe Bastarde waren. Das Faktum, dass die Prinzen Bastarde waren bedeutete nicht, dass sie nicht erben konnten. Das Parlament hätte die Prinzen legitimieren können und Eduard V. erlauben können, König zu bleiben. Kinderkönige, wie Heinrich III., Richard II. und Heinrich VI. es gewesen waren, waren immer Katastrophen für England gewesen und der Rosenkrieg wurde durch Eduard IV. als erwachsener König aufgehalten.
- Als König hätte Eduard sich sehr leicht von seinem Heiratsversprechen entbinden können.

### Belletristische Darstellung
- Rosemary Hawley Jarman: Die Rache der Königin, München (1979)
- Posie Graeme-Evans: Der Eid der Heilerin (Originalausgabe: "The Innocent", New York 2002), Die Heilerin von Brügge, Der Triumph der Heilerin (deutsche Taschenbuchausgabe Goldmann, 2006)

| Personendaten    | Personendaten                             |
| ---------------- | ----------------------------------------- |
| NAME             | Talbot, Eleonore                          |
| ALTERNATIVNAMEN  | Eleonore Butler                           |
| KURZBESCHREIBUNG | Mätresse von König Eduard IV. von England |
| GEBURTSDATUM     | um 1435                                   |
| STERBEDATUM      | 30. Juni 1468                             |